# Iksal
Iksal (hebr. אכסאל; arab. إكسال; ang. Iksal) – samorząd lokalny położony w Dystrykcie Północnym, w Izraelu.
Niewielka arabska miejscowość w Dolnej Galilei, która z racji swojego położenia jest mocno odizolowana od otoczenia. Wpływa to niekorzystnie na jej rozwój. Dużym walorem Iksal jest atrakcyjne turystycznie otoczenie wzgórz masywu Hare Nacerat oraz sąsiedztwo Góry Tabor.

## Położenie
Miasteczko Iksal jest położone w północnej części Doliny Jezreel w Dolnej Galilei, na północy Izraela. W jego otoczeniu znajdują się miasta Nazaret, Nof ha-Galil i Afula, miasteczka Ein Mahil i Dabburijja, kibuc Dawerat, moszaw Tel Adaszim oraz wieś komunalna Achuzzat Barak. Miejscowość wchodzi w skład obszaru metropolitalnego Nazaretu.
Iksal jest położone w Poddystrykcie Jezreel, w Dystrykcie Północnym Izraela.

## Środowisko naturalne
Miejscowość leży na wysokości od 120 do 200 metrów n.p.m. w północnej części intensywnie użytkowanej rolniczo Doliny Jezreel. Po stronie północno-zachodniej miejscowości wznosi się ponad 250 metrów w górę południowa krawędź masywu górskiego Hare Nacerat (około 400 m n.p.m.). Z gór spływa strumień Nachal Tawor. Łączy się on na zachód od miasteczka ze strumieniem Barak Ben Avin'om. Na północnym wschodzie wznosi się masyw góry Debory (431 m n.p.m.), a na wschodzie Góra Tabor (588 m n.p.m.). Okoliczny teren łagodnie opada w kierunku południowo-zachodnim. W odległości 4 km na południu wznosi się masyw góry Giwat ha-More (515 m n.p.m.).

## Historia
Miejsce to tradycyjnie uznaje się za lokalizację biblijnego miasta Kiszjon. Wykopaliska archeologiczne potwierdzają, że w okresie rzymskim i bizantyjskim istniała tutaj osada. Żydowski historyk Józef Flawiusz wymienia ją pod nazwą Xaloth. Z okresu bizantyjskiego pochodzi informacja, że w 536 roku odbyło się w Jerozolimie spotkanie 45 biskupów z Palestyny celem potępienia herezji Severusa. Wśród obecnych na tym spotkaniu wymieniony jest biskup Parthenius z miasta Exalus, które jest utożsamiane przez historyków ze współczesnym Iksal. Fakt, że miasto posiadało własnego biskupa, wskazuje na jego wielkość i obecność dużej społeczności chrześcijan. W 946 roku wojska egipskiej dynastii Ichszydydzów pokonały pod Iksal siły emira Aleppo, Sajf al-Dawla. Dzięki temu zwycięstwu Ichszydydzi rozszerzyli swoje panowanie pod Damaszek. W okresie wypraw krzyżowców w Iksal powstał zamek, który został zburzony pod panowaniem mameluków. Jego ruiny są widoczne do dzisiaj.
Współczesna osada powstała w XVIII wieku. Francuski podróżnik Victor Guérin odwiedził wieś pod koniec XIX wieku i opisał ją w następujący sposób: „nieduża wieś jest położona na wzgórzu, z czterystu mieszkańcami, wszyscy muzułmanie. Małe domy zbudowane w chaotycznym stylu arabskim, liczne cysterny. Po stronie wschodniej widoczne duże kamienie, będąc zapewne pozostałością starożytnego miasta żydowskiego”. Po I wojnie światowej w 1918 roku wraz z całą Palestyną wieś przeszła pod panowanie Brytyjczyków. Utworzyli oni w 1921 roku Brytyjski Mandat Palestyny. W poszukiwaniu skutecznego rozwiązania narastającego konfliktu izraelsko-arabskiego w dniu 29 listopada 1947 roku została przyjęta Rezolucja Zgromadzenia Ogólnego ONZ nr 181. Zakładała ona między innymi, że wieś Iksal miała znaleźć się w granicach nowo utworzonego państwa arabskiego. Arabowie odrzucili tę rezolucję i dzień później doprowadzili do wybuchu wojny domowej w Mandacie Palestyny. W trakcie jej trwania rejon wioski zajęły siły Arabskiej Armii Wyzwoleńczej, które paraliżowały żydowską komunikację w rejonie. Podczas I wojny izraelsko-arabskiej w trakcie operacji „Dekel” w dniu 17 lipca 1948 roku wieś bez walki zajęły wojska izraelskie. Arabowie, którzy wcześniej współpracowali z żydowskimi osadnikami, wynegocjowali warunki kapitulacji wioski i przejścia pod nowe władze wojskowe. W odróżnieniu od wielu wiosek w Galilei, Izraelczycy nie wysiedlili mieszkańców Iksal, dzięki czemu zachowała ona swoją arabską tożsamość. W 1965 roku uzyskała status samorządu lokalnego.

## Demografia
Według danych Izraelskiego Centrum Danych Statystycznych w 2011 roku w Iksal żyło 12,7 tys. mieszkańców, wszyscy Arabowie muzułmanie. Jest to niewielkie miasteczko, którego populacja charakteryzuje się niewielkim, lecz stałym wzrostem liczebności. Według danych z 2011 roku przyrost naturalny w porównaniu do poprzedniego roku wyniósł 2,3%. W roku tym urodziło się 280 dzieci, a zmarły 249 osoby (odnotowano 1 zgon niemowląt). Według danych za 2010 rok liczba zatrudnionych pracowników wynosiła 3529, a liczba osób pracujących na własny rachunek wynosiła 473. Średnie miesięczne wynagrodzenie w 2010 roku wynosiło 5034 ILS (średnia krajowa 7522 ILS). Zasiłki dla bezrobotnych pobierało 40 osób, w tym 31 mężczyzn (średni wiek: 41 lat). Świadczenia emerytalne oraz rentowe pobierało 445 osób, a zapomogi społeczne 1037 osoby.
| Wiek (w latach) | Procent populacji w % |
| --------------- | --------------------- |
| 0 – 4           | 11,6                  |
| 5 – 9           | 12,3                  |
| 10 – 14         | 11,9                  |
| 15 – 19         | 10,8                  |
| 20 – 29         | 16,0                  |
| 30 – 44         | 20,3                  |
| 45 – 59         | 11,9                  |
| 60 – 64         | 2,0                   |
| 65 –            | 3,3                   |

Źródło danych: Central Bureau of Statistics.

## Gospodarka

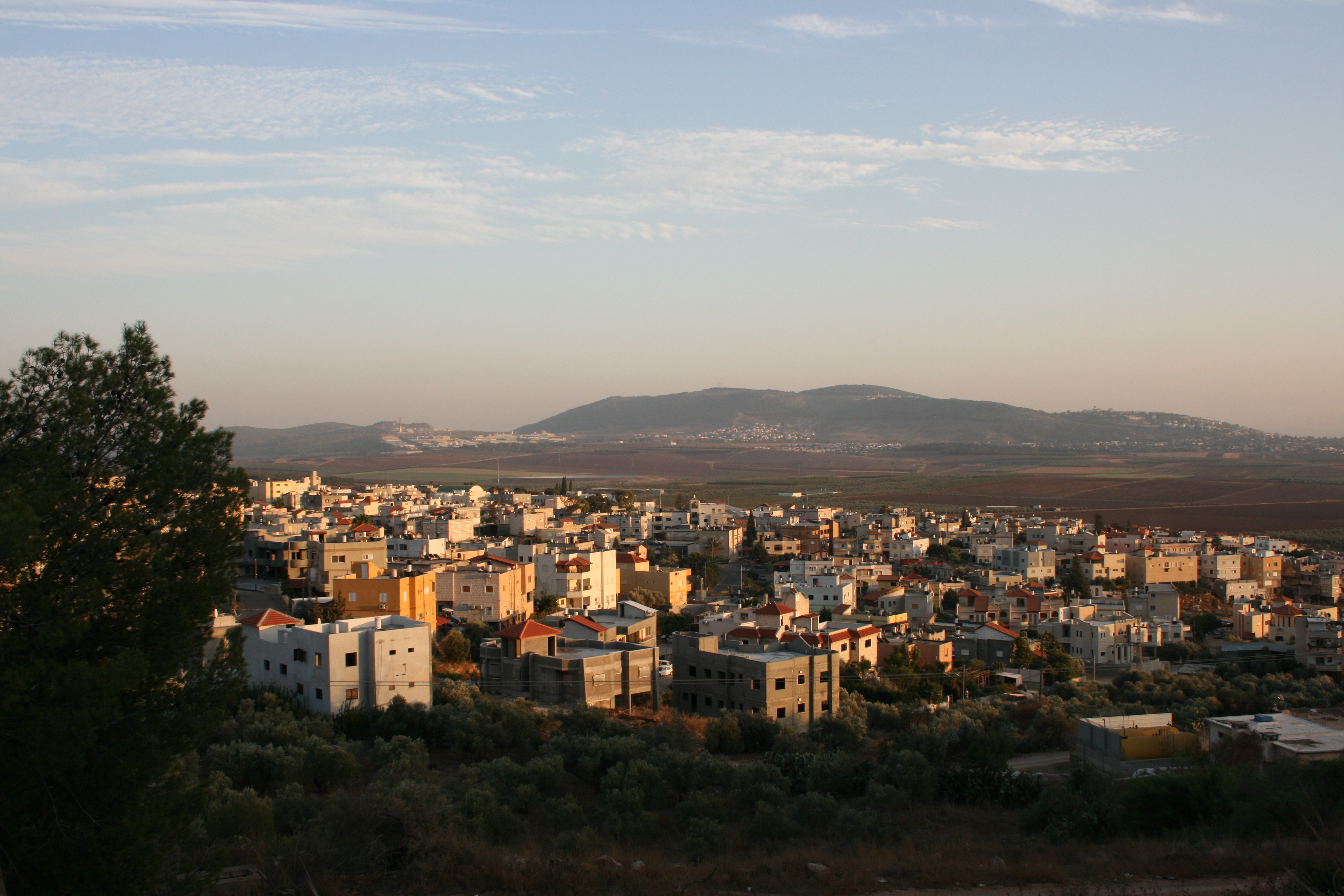
Widok na Iksal

Lokalna gospodarka opiera się głównie na handlu i rzemiośle. Część mieszkańców dojeżdża do pracy w pobliskich strefach przemysłowych, położonych głównie w rejonie miast Afula i Nacerat Illit.

## Infrastruktura
W miejscowości nie ma szpitala, jednak w sąsiednim Nazarecie są zlokalizowane Szpital Świętej Rodziny (tzw. Włoski Szpital), Szpital Nazaret (tzw. Angielski Szpital) oraz Szpital św. Wincenta à Paulo (tzw. Francuski Szpital). W razie potrzeby, w pobliskiej Afuli jest Centrum Medyczne Doliny. W Iksal znajdują się jedynie przychodnie zdrowia.

## Transport
Miejscowość jest położona na uboczu, w pewnym oddaleniu od najważniejszych arterii komunikacyjnych Dolnej Galilei. Z Iksal wyjeżdża się lokalną drogą na południowy zachód, by po ponad 3 km dojechać do drogi ekspresowej nr 60. Jadąc nią na północ dojeżdża się do miasta Nazaret, lub na południe do miasta Afula. Inna lokalna droga prowadzi na wschód do miejscowości Dabburijja. Głównym środkiem transportu są dalekobieżne autobusy linii Egged i lokalne autobusy linii Kavim. Przez cały dzień autobusy regularnie odjeżdżają do Nazaretu i Afuli.
W 2011 roku w mieście było zarejestrowanych 3827 pojazdów silnikowych, w tym 2741 samochodów osobowych (średnia wieku samochodów prywatnych wynosiła 10 lat). W roku tym w mieście doszło do 9 wypadków.
W odległości 10 km na południowy zachód od miasta znajduje się port lotniczy Megiddo. Mogą na nim lądować niewielkie prywatne samoloty. Natomiast 23 km na północnym zachodzie znajduje się duży port lotniczy Hajfa obsługujący połączenia międzynarodowe.

## Architektura
Pierwotnie była to wieś rolnicza, jednak wraz ze wzrostem liczebności mieszkańców zaprzestano gospodarki rolnej. Kolejne domy budowano w sposób chaotyczny, bez zintegrowanej infrastruktury, która umożliwiałaby korzystanie z budynków publicznych i usług komunalnych.

## Edukacja
Zgodnie z danymi Izraelskiego Centrum Danych Statystycznych w Iksal mieści się 6 przedszkoli oraz 5 szkół podstawowych i 3 szkoły średnie. W 2011 roku w 134 klasach szkolnych uczyło się prawie 3,5 tys. uczniów, w tym ponad 2 tys. w szkołach podstawowych. Średnia liczba uczniów w klasie wynosiła 26.

## Sport
W południowo-zachodniej części miasteczka jest boisko do piłki nożnej. Przy szkołach znajdują się także sale sportowe oraz mniejsze boiska.